# Myrmeleon alluaudi
Myrmeleon alluaudi är en insektsart som beskrevs av Longinos Navás 1914. 
Myrmeleon alluaudi ingår i släktet Myrmeleon och familjen myrlejonsländor. Inga underarter finns listade i Catalogue of Life.